# Favorit (stație de metrou)
Favorit este o stație de pe magistrala M5 a metroului bucureștean.